# ZOA House
ZOA House skrót od Zionist Organization of America House (hebr. בית ציוני אמריקה, Bejt Cijonej Amerika; pol. Dom Syjonistycznej Organizacji Ameryki; obecnie funkcjonuje także pod nazwą ZOA Tel Aviv) to centrum konferencyjne w osiedlu Ha-Kirja we wschodniej części miasta Tel Awiw-Jafa, w Izraelu.

## Historia
Instytucja kulturalna ZOA House została założona na początku lat 50. XX wieku z inicjatywy Syjonistycznej Organizacji Ameryki (ang. Zionist Organization of America, w skrócie ZOA). W pierwotnie miała to być instytucja kultury propagująca język angielski, jednak pod wpływem nacisków władz miejskich Tel Awiwu zdecydowano się, że głównym promowanym językiem będzie hebrajski.
Projektu architektoniczny budynku wykonał Mejer Bormann. Uroczystość otwarcia odbyła się w 1952 roku. Było to pierwsze centrum kongresowe w śródmieściu Tel Awiwu. Nowoczesna architektura i obszerność sal konferencyjnych sprawiły, że bardzo szybko ZOA House stało się miejscem najważniejszych imprez biznesowych organizowanych w mieście. W nocy 6 lipca 1955 roku eksplozja podłożonej bomby uszkodziła fragment ogrodzenia i lekko zraniła dwie osoby.
W 1991 roku, dzięki dużej pomocy finansowej ze Stanów Zjednoczonych przeprowadzono remont budynku i dobudowano nowe skrzydło z dwoma dodatkowymi salami audiowizualnymi. Koszt wyniósł dwa miliony dolarów. Obecnie w centrum znajduje się kilka sal konferencyjnych i audytoriów, z których największe mieści 400 osób.

## Działalność
Centrum współpracuje z Ministerstwem Edukacji, Ministerstwem Nauki i Kultury, oraz Ministerstwem Absorpcji Imigracji. Działalność centrum jest mocno zróżnicowana, chociaż głównym źródłem dochodów są konferencje i kongresy. Jest tutaj realizowany program stałych warsztatów biznesowych mających na celu rozwój zdolności negocjacyjnych oraz pobudzenie wyobraźni i kreatywności uczestników.

### Kultura
Teatr Beit Lessin większość swoich przedstawień wystawia na tutejszej scenie teatralnej. W centrum znajduje się galeria sztuki Deborah Fisher, która skupia swoją działalność na społecznych kontekstach życia Izraela. Do tej pory zrealizowano tutaj wystawy obejmujące następujące tematy: przemysł w Izraelu, rodzina w Izraelu, wystawa szansy dla dzieci, wystawa fotografii Rape Crisis Center, wystawa prac wykonanych przez osoby cierpiące na zaburzenia psychiczne, fotografie wojenne z Izraela itp.. Realizuje liczne przedsięwzięcia kulturalne o zasięgu krajowym i międzynarodowym, w tym występy teatralne, pokazy filmowe, przeglądy piosenki, konferencje, seminaria, warsztaty, festiwale, spotkania i inne. Jest partnerem w organizacji Festiwalu Teatralnego w Akce, Festiwalu Fortepianowego, Festiwalu Komiksów i wielu innych.
W budynku mieści się także kino Orlando, w którym prezentowane są dzieła filmowe wyróżnione na międzynarodowych festiwalach filmowych.

### Inne
W kompleksie znajdują się trzy restauracje i bar, które oferują śródziemnomorską kuchnię.

## Polityka
W budynku ZOA House znajduje się ambasada Niemiec.